# Radio BIP
Radio BIP (em francês de Franco-Condado : Bisontine, Indépendante et Populaire ; em português : Besançon, Independente e Popular) é uma emissora de rádio FM francesa ativa em Besançon e Borgonha-Franco-Condado ·  · . Clandestina de 1977 a 1978, foi fundada novamente em 1981 em forma associativa pelo ativista altermundialisto Jean-Jacques Boy ·  ·  ·  · . Tornou-se uma referência de movimento social e cultura underground, no início de muitos casos enquanto protestos sobre a lei El Khomri ou coletes amarelos.